# Acryptolaria operculata
Acryptolaria operculata is een hydroïdpoliep uit de familie Lafoeidae. De poliep komt uit het geslacht Acryptolaria. Acryptolaria operculata werd in 1979 voor het eerst wetenschappelijk beschreven door Stepanjants. 